# Maria Utara
Maria Utara is een bestuurslaag in het regentschap Bima van de provincie West-Nusa Tenggara, Indonesië. Maria Utara telt 2016 inwoners (volkstelling 2010).